# Dead Blonde
Аріна Буланова (нар. 6 квітня 1999, Архангельськ, Росія), більш відома як Dead Blonde — російська пародійно-рейв-співачка. Отримала популярність, коли її пісня "Мальчик на девятке" стала популярною в соціальній мережі TikTok.

## Раннє життя
Аріна Буланова народилася 6 квітня 1999 року в Архангельську. Виросла в Соломбалі, навчалася в Академії Слідчого комітету в Санкт-Петербурзі, але кинула її заради музичної кар'єри.

## Кар'єра
Спочатку Аріна була продюсером псевдо-рейв-проекту GSPD, на даний момент в цьому проекті вона є бек-вокалісткою і діджеєм на концертах.
7 січня 2020 року Давид Деймур з GSPD і Аріна запустили псевдо-рейв-проект «Dead Blonde». 30 квітня був випущений дебютний студійний альбом «ПРОПАГАНДА», в який увійшов сингл «Back to School», випущений 14 лютого. 25 Вересня 2020 року був випущений сингл «Между понельных домов», 6 жовтня вийшов ремікс від Hotzzen.
В кінці квітня-на початку травня 2021 року пісня «Хлопчик на дев'ятці» почала ставати популярним в TikTok, після цього було потрапляння в чарти YouTube, iTunes, Apple Music і Spotify . 18 травня вийшов клубний ремікс на ту ж пісню від GSPD . 2 липня відбувся вихід другого альбому «Княжна из хрущёвки». В кінці жовтня у Аріни відбудуться перші сольні концерти в Москві та Санкт-Петербурзі .

## Особисте життя
Перебуває у шлюбі з Давидом Деймуром – засновником проекту GSPD.

## Дискографія

### Студійній альбоми
| Назва                | Деталі                                               |
| -------------------- | ---------------------------------------------------- |
| «ПРОПАГАНДА»         | Реліз: 30 квітня 2020 Формат: цифрова дистрибуція    |
| «Княжна из хрущёвки» | Реліз: 2 липня 2021 Формат: цифрова дистрибуція      |
| «СПЛЕТНИЦА»          | Реліз: 18 листопада 2022 Формат: цифрова дистрибуція |
| «ПЕРЕСТРОЙКА»        | Реліз: 5 квітня 2024 Формат: цифрова дистрибуція     |

### Сингли
| Рік  | Назва                     | Альбом               | Гість       |
| ---- | ------------------------- | -------------------- | ----------- |
| 2020 | «Между понельных домов»   | «Княжна из хрущёвки» |             |
| 2021 | «Бесприданница»           | «Княжна из хрущёвки» |             |
| 2021 | «Моя младшлая сестра»     |                      | CMH         |
| 2021 | «У России три пути»       |                      | GSPD        |
| 2021 | «Не такая, как все»       | «СПЛЕТНИЦА»          |             |
| 2022 | «Выпускница»              |                      | GSPD        |
| 2022 | «Всего лишь друг»         | «СПЛЕТНИЦА»          |             |
| 2022 | «Без шансов»              |                      |             |
| 2022 | «Ту-лу-ла»                | «СПЛЕТНИЦА»          |             |
| 2023 | «Моника Беллучи»          |                      |             |
| 2023 | «Взрослые»                |                      | просто Лера |
| 2024 | «Снег расстаял на плечах» | «ПЕРЕСТРОЙКА»        |             |
| 2024 | «Детка Киллер»            | «ПЕРЕСТРОЙКА»        |             |
| 2024 | «Питер – город криминала» | «ПЕРЕСТРОЙКА»        |             |
| 2024 | «Розовая иномарка»        |                      |             |

### Гостьова участь
| Рік  | Назва                              | Виконавець | Альбом                      |
| ---- | ---------------------------------- | ---------- | --------------------------- |
| 2020 | «Ни надежны, ни бога, ни хип-хопа» | Слава КПСС | «ЧУДОВИЩЕ ПОГУБИВШЕЕ МИР»   |
| 2021 | «Неоновое небо - Rework 2021»      | GSPD       | «Старые песни о главном»    |
| 2022 | «бесконечное лето»                 | CMH        | «MUDBLOOD»                  |
| 2022 | «Космос»                           | Слава КПСС | «Ангельское True»           |
| 2023 | «НАУЧИ ПЛОХОМУ»                    | GSPD       | «СПОРТ РЕЖИМ: КРАСНЫЙ СВЕТ» |
| 2023 | «ТЕРЯЮ ТЕБЯ»»                      | GSPD       | «СПОРТ РЕЖИМ: ЗЕЛЁНЫЙ СВЕТ» |